# Синод евангелическо-лютеранских церквей Украины

## История

### Появление братских лютеранских церквей на Украине
Среди немцев, живших в Российской империи сложилось два основных течения церковные и братские лютеране.
Основу церковных лютеран составляли жители больших городов, таких как Санкт-Петербург, Москва, Одесса, Киев и др. В основном это представители средних и высших слоёв населения. В этой среде основную роль играла теологическая подготовка пастора, богатая литургическая жизнь и правильное обустройство церковной жизни.
В сельской местности существовало множество немецких колоний, не имевших собственного рукоположённого пастора. В условиях, когда пастор навещал общину лишь несколько раз в год для совершения таинств Крещения, Причастия, а также обряда конфирмации, колонисты самостоятельно обустраивали свою церковную жизнь. Такие общины получили название братских, так как управлялись непосредственно советами братьев прихода.
Большинство этих колонистов являлись потомками немецких поселенцев XVIII века, приглашённых Екатериной II для колонизации малонаселённых территорий юга Российской империи, а также более поздних переселенцев начала XIX века. Немецкие колонии располагались на Южной Украине, Поволжье, Северном Кавказе и других территориях. По религиозному составу это были лютеране и реформаты пиетистского направления, а также меннониты.

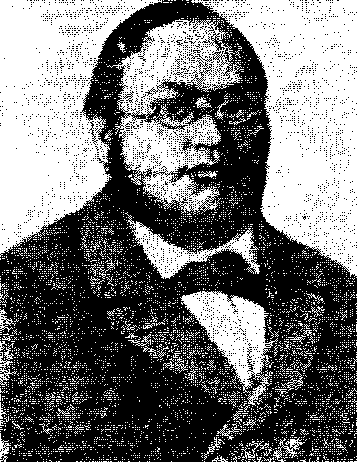
Эдуард Вюст

Пиетистские группы лютеран и реформатов формально входили в состав Евангелическо-лютеранской церкви Российской империи, но вели фактически независимую церковную жизнь. Воскресные богослужения были лишены пышной литургии и состояли из пения гимнов, проповеди, которую читали взрослые мужчины («братья») и молитвы. Кроме этого община собиралась для «Библейского часа», на котором проводились изучения Священного писания. Эти собрания получили название «штунда» от немецкого слова «час».
Деятельность лютеранского пастора Эдуарда Вюста и реформатского пастора Иоганна Боннекемпера привела к духовному подъёму среди населения немецких колоний, результатом которых стало присоединение к «Библейским часам» нескольких украинских крестьян. Несмотря на то, что им было рекомендовано оставаться в лоне Православной церкви, эти крестьяне были крещены по вере и положили начало штундистскому движению на Украине, которое стало предтечей союза Евангельских христиан-баптистов.
Тем не менее значительная часть братских общин продолжала оставаться в лоне Евангелическо-лютеранской церкви Российской империи и её преемнице Евангелическо-лютеранской церкви СССР до её ликвидации в 1930-х годах.

### Братские лютеранские церкви в депортации
В 1926 году в СССР начались масштабные репрессии против лютеранской церкви. К 1937 году на территории СССР не осталось ни одного лютеранского пастора: они либо были вынуждены эмигрировать, либо были репрессированы. Единственная теологическая школа в Российской империи, Дерптский университет, оказалась на территории Эстонии. Все церковные здания были национализированы и отданы под другие нужды. В этих условиях «церковные» лютеранские общины фактически прекратили своё существование. Окончательно они были ликвидированы после депортации немцев 1941 года.
Братские общины также подвергались репрессиям до Второй мировой войны и понесли на себе всю тяжесть депортации. Но хранимый ими уклад церковной жизни позволил возродить церкви, так как не требовал обязательного присутствия квалифицированных пасторов и специальных церковных зданий. 1941—1955 года прошли в условиях отсутствия любой христианской литературы и даже Библий. В этот период многие братья были также репрессированы и в церквях остались только женщины и дети, которые продолжали тайно собираться
по домам. В 1960-х годах положение новых братских общин улучшилось, хотя они не получили государственной регистрации. До 1989 г. существовали общины насчитывающие до 1000 человек.
В изгнании братские общины сохранили свой уклад. Богослужения так же проходили без формальной литургии. Лектор Евангелическо-лютеранской общины в Болниси, Грузия, Хайке Вальтер описывает церковные служения братских общин так:

Налицо порядок рассаживания. Согласно этому порядку, во время богослужения и на молитвенных часах мужчины и женщины сидят отдельно. Даже на кладбищах супруги похоронены отдельно друг от друга. Для молитвенного часа присуща его своеобразная форма. Открытая лишь на собрании в определённом месте Библия истолковывается тремя братьями без подготовки, «как Дух давал им провещевать» (Деяния 2, 4). По возможности на проповедь приглашаются братья и из других общин или гости. Особенностью является способ молитвы. Во время церемонии вся община стоит на коленях и читает молитвы вполголоса. При этом каждый произносит свою собственную молитву. В завершении молитвенного часа обсуждаются важные для общины вопросы. Зачастую собрание длится от трёх до четырёх часов. — Вестник/Der Bote. № 3, 1997. С. 27
Ещё одной особенностью братских общин являлось бережное отношение к немецкому языку и культуре. Большая часть служения проходила не немецком языке. Закрытость общин, прозелитизм со стороны других конфессий и другие факторы привели к тому, что часть членов братских общин пополнила церкви баптистов, пятидесятников и адвентистов седьмого дня. В то же время братские лютеранские общины оставались этнически немецкими.
После начала перестройки лютеранам разрешили регистрировать общины. Но, в отличие от других протестантских конфессий, братские общины практически не росли. Это объясняется политикой культурной изоляции и ростом эмиграции в Германию.
Часть членов братских общин в конце 1980-х начале 1990-х годов переселилась на Украину и в другие регионы Европейской части СССР. Там они принимали активное участие в возрождении лютеранства, уничтоженного в результате репрессий. Но к началу 2000-х годов бывшие члены братских общин, в основном, эмигрировали в Германию.
Большинство братских общин стали частью региональных церквей Евангелическо-лютеранской церкви России и других государств (ЕЛКРАС). Часть предпочла остаться независимыми или присоединиться к консервативным Евангелическо-лютеранской церкви Ингрии, Сибирской евангелическо-лютеранской церкви и Евангелическо-лютеранской церкви Аугсбургского исповедания.
В Германии последователи братского лютеранства редко вливались в существующие общины, предпочитая основывать новые. Часть из них входит в состав Евангелической церкви Германии, часть нет. Братские лютеране недовольны богословским либерализмом в земельных церквях, ординацией женщин в пасторское служение и лояльным отношением к гомосексуализму. В Германии насчитывается более 350 братских общин с несколькими десятками тысяч членов. Эмигранты поддерживают церкви оставшихся в бывшем СССР братьев по вере.

### Возрождение лютеранства на Украине и образование СЕЛЦУ

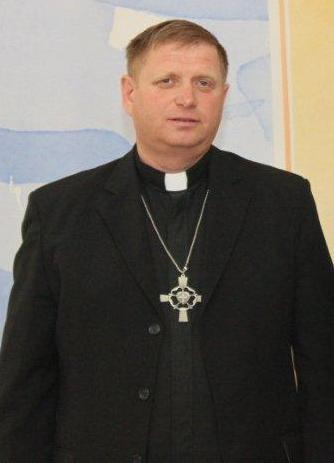
Виктор Грефенштейн

В 1992 году при поддержке Союза Мартина Лютера началось возрождение структуры лютеранской церкви на Украине. Лютеранские общины Киева, Одессы, Львова и Днепра приняли решение о создании Немецкой евангелическо-лютеранской церкви(НЕЛЦУ). Первым президентом синода стал Юрий Шеффер, а суперинтендентом Виктор Грефенштейн, выходец из братской лютеранской общины в г. Талдыкорган, Казахстан. НЕЛЦУ вошла в состав Евангелическо-лютеранской церкви в России и других государствах(ЕЛКРАС) на правах автономной церкви. К 1995 году к НЕЛЦУ присоединились ещё 22 общины. В церквях проходили массовые крещения и конфирмации, но также активно проходил процесс эмиграции членов НЕЛЦУ в Германию.
Архиепископ ЕЛКРАС Георг Кречмар настаивал на введении женской ординации на Украине. Это стало причиной конфликта с суперинтендентом Виктором Грефенштейном. В 1996 году Грефенштейн заявил о выходе из состава ЕЛКРАС и сложил с себя полномочия суперинтендента. За ним последовала части общин Одессы, Николаева и Ялты, позже зарегистрированные как Братские евангелическо-лютеранские церкви. Совместно с другими общинами братской традиции они образовали Объединение братских евангелическо-лютеранских церквей Украины. К 2004 году в составе объединения насчитывалось 10 общин.
В 2006 году объединение было переименовано в Синод евангелическо-лютеранских церквей Украины. Лидер церкви стал официально называться епископом, и им был снова избран Виктор Грефенштейн.
Несмотря на сильное влияние традиции братских общин СЕЛЦУ является конфессиональной лютеранской церковью. Синод принимает Книгу Согласия как доктринальный стандарт, что нетипично для пиетизма. Обучение в семинарии СЕЛЦУ «Согласие» проходит под руководством представителей Лютеранской церкви — Канада. Кроме того в СЕЛЦУ действует институт рукоположённых пасторов и проповедников. Существует рекомендованная литургия, но общины сохраняют свободу в литургической жизни. В СЕЛЦУ установлена конгрегационалистская система управления: епископ не имеет епископского рукоположения, все церкви Синода являются автономными.

## Современное состояние

### География
Общины СЕЛЦУ находятся в городах Одессе, Николаеве, Днепре, Новой Каховке, Ялте, Красноперекопске, Армянске, пгт. Первомайское и Саврань, а также сёлах Кагарлык, Островка Одесской области и с. Очеретня Николаевской области. Миссионерская работа ведётся в Симферополе, Гурзуфе и других населённых пунктах Украины.

### Семинария
Подготовка пасторов для общин Синода проходит в семинарии «Согласие», которая находится в селе Усатово, Одесской области. Семинария создана в 1990-е годы при поддержке Лютеранской церкви — Канада. Ректор семинарии — доктор Норман Трайнен (ЛЦ-К).
Здание семинарии построено и освящено в 2010 году.

### Партнёрские отношения
СЕЛЦУ не имеет формального единства алтаря и кафедры с другими церквями, но активно сотрудничает с Лютеранской церковью — Канада. ЛЦ-К организационно и финансово поддерживает семинарию «Согласие», молодёжную организацию «Альфа и Омега» в г. Днепр, а также другие проекты Синода.
Некоторые общины СЕЛЦУ имеют партнёрские отношения с миссией Евангелическо-лютеранских братских общин «Силоах», базирующейся в Германии. Миссия оказывает церквям гуманитарную помощь, поддерживает миссионерские и социальные проекты.
Церковь в Одессе и миссия в Симферополе поддерживают партнёрские отношения с Содружеством студентов-христиан Украины.

### Епископ
Виктор Грефенштейн (1996—2014)
Александр Юрченко (2014 — …)

### Вице-епископ
Алексей Навроцкий (2006—2014)
Олег Шевченко (2014- — …)